# Arvo Viljanti
Arvo Kunto Viljanti (bis 1935 Viklund, * 24. August 1900 in Parainen; † 6. Juli 1974) war ein finnischer Historiker.
In den zwanziger Jahren war er Mitgründer des Landschaftsverbandes Eigentliches Finnland (Varsinais-Suomen Maakuntaliitto) und ab 1927 dessen Geschäftsführer. 1935 wurde er an der Universität Turku mit einer militärgeschichtlichen Arbeit promoviert. Später lehrte er dort als Dozent Finnische Geschichte. Viljanti war langjähriger Sekretär und später Vorsitzender der Turkuer Historischen Gesellschaft (Turun Historiallinen Yhdistys). 1962 wurde er zum Professor ernannt.
Viljanti erforschte vor allem die Kriegsgeschichte im Ostseeraum des 16. und 17. Jahrhunderts, z. B. den Russisch-Schwedischen Krieg 1554–1557, den er als ersten Nordischen Krieg bezeichnete.

## Schriften
Monografien
- Arvo Viklund: Das eigentliche Finnland als Reiseziel. Warsinais-Suomen Maakuntaliitto, Turku 1932 (finn. Ausgabe Varsinais-Suomen Matkailuseutuna)
- Vakinaisen sotamiehenpidon sovelluttaminen Suomessa 1600-luvun lopulla:
  - Bd. 1: Erityisesti silmälläpitäen Turun läänin jalkaväkirykmenttiä. Turun Yliopisto, Turku 1935. (Mit Referat Die Einführung der ständigen "Knechthaltung" in Finnland am Ende des 17. Jahrhunderts unter besonderer Berücksichtigung des Infanterieregiments im Län Turku.).
  - Bd. 2: Uudenmaan-Hämeen lääni. Turun Yliopisto, Turku 1940. (Zusammenfassung Die Durchführung des Rottensystems in Finnland am Ende des 17. Jahrhunderts. II. Der Regierungsbezirk Uusimaa-Häme.).
- Varsinais-Suomen kasvot. Egentliga Finlands anlete. The face of Finland Proper. Justannusosakeyhtiö Aura, Turku [1947].
- Gustav Vasas ryska krig, 1554–1557. (2 Bände) Almqvist & Wiksell, Stockholm 1957.

Zeitschriftenaufsätze
- Turun läänin jalkaväkirykmentin ruotujakorulla Suuren Pohjan sodan alkuajoilta. In: Turun Historiallinen Arkisto. Bd. 5, 1936, S. 129f. (S. 265f. Die Rotteneinteilungsrolle des Infanterieregiments im Län Turku aus den Anfangszeiten des grossen Nordischen Krieges).
- Turun kaupungin maanpuolustusvelvollisuus Kustaa Vaasan Venäjän sodan aikana. In Turun Historiallinen Arkisto. Bd. 9 1945, S. 276f. (S. 343f. Die Landesverteidigungspflicht der Stadt Turku während des von Gustav Wasa geführten Russischen Krieges.).
- Savon puolustus Kusta Vaasan Vänäjän sodassa vv. 1555-56. In: Historiallinen Aikakauskirja. 1956, S. 96ff. (S. 97 dt. Referat Die Verteidigung von Savo in Gustav Wasas Russischem Krieg 1555-56.).